# Die Hard (videogioco 1990 computer)
Die Hard è un videogioco d'avventura dinamica pubblicato nel 1990 per Commodore 64 e MS-DOS dall'Activision, tratto da film Trappola di cristallo.
Il giocatore controlla il poliziotto John McClane che si trova ad affrontare da solo una banda di terroristi all'interno di un grattacielo.
Le due versioni hanno importanti differenze, in particolare quella per MS-DOS ha visuale tridimensionale da dietro il protagonista e quella per Commodore 64 ha visuale di lato a scorrimento orizzontale.
Entrambe sono ancor più diverse da Die Hard per NES e Die Hard per PC Engine, tratti dallo stesso film, ma di sviluppo non correlato.

## Trama
Al 32° piano di un grattacielo aziendale di 40 piani di Los Angeles si sta tenendo una festa natalizia, quando irrompe un gruppo di terroristi con armi da fuoco e sequestra l'intero edificio. La banda, capeggiata da Hans Gruber, intende compiere un furto colossale, scassinando nel frattempo le sette porte blindate e facendo esplodere il tetto del grattecielo. Il protagonista John McClane è un poliziotto che si trova casualmente nell'edificio in visita alla sua ex moglie Holly e si oppone ai terroristi, inizialmente ignari della sua presenza. All'inizio del gioco McClane si trova in un bagno del 32° piano, armato della sua pistola di ordinanza, ma molto abile anche nel corpo a corpo. L'azione si svolge negli ultimi piani e sul tetto. Aggirandosi nel complesso di uffici, McClane deve affrontare i numerosi terroristi sparsi, tra cui il più temibile è il vicecapo Karl, furioso dopo che McClane uccide suo fratello Tony. McClane si fa strada anche grazie alle armi e all'equipaggiamento sottratti ai nemici uccisi, tra cui una radiolina che gli permetterà di intercettare le loro comunicazioni. Sul tetto McClane deve vedersela anche con un elicottero della polizia che nel frattempo sta intervenendo e lo bersaglia credendolo un terrorista. Lo scontro finale è con Gruber, che tiene in ostaggio Holly, e dev'essere affrontato prima che i terroristi finiscano di scassinare.

## Modalità di gioco
Si controlla John McClane in un labirinto di stanze e corridoi con poco mobilio decorativo.
Nella versione MS-DOS la visuale è tridimensionale da dietro il protagonista, sempre posto di spalle al centro dello schermo. Qui il personaggio può camminare avanti e indietro, muoversi lateralmente, e ruotare di 90° o 180°.
Nella versione Commodore 64 invece la visuale è di lato, a scorrimento orizzontale, con profondità 2,5D; il personaggio può camminare in tutte le direzioni, ma resta sempre rivolto verso destra o verso sinistra.
I nemici si incontrano di solito uno alla volta e si può valutare se combatterli in corpo a corpo, con armi da fuoco, o provare a fuggire. Anche i nemici possono avere armi da fuoco oppure no, se le usano è generalmente saggio fare altrettanto. Combattere a mani nude può essere una scelta strategica per risparmiare i proiettili limitati.
Nel combattimento disarmato McClane ha varie mosse di attacco con pugni e calci e mosse di difesa; la scelta di mosse disponibili è un po' più ampia nella versione MS-DOS. Quando si usano le armi, su Commdoore 64 si spara semplicemente nella direzione in cui McClane è rivolto, mentre su MS-DOS si entra in una modalità di tiro, durante la quale non si può camminare, ma si può spostare la mira a destra e sinistra e compiere rotolate e abbassamenti difensivi.
I corpi dei nemici eliminati si possono esaminare per impadronirsi degli oggetti utili che trasportano. Più raramente alcuni oggetti si possono trovare sullo scenario, inclusi quelli lasciati in precedenza da McClane stesso. Gli oggetti attualmente trasportati sono raffigurati alla base dello schermo, in un inventario grafico da 12 posti, di cui due selezionati tramite tastiera per l'uso. All'inizio del gioco si possiede solo una pistola. Le armi sottratte ai nemici possono essere pistole e mitra e le munizioni disponibili per ciascuno dei due tipi sono visualizzate a parte accanto all'inventario.
McClane ha una barra dell'energia vitale, esaurita la quale la partita è persa. La si può ricaricare usando cassette del pronto soccorso trovate nelle stanze e cibo trovato sui nemici.
Solo nella versione Commodore 64, anche il nemico attualmente affrontato ha una barra dell'energia visibile.
In cima allo schermo si ha un indicatore del tempo trascorso; per completare il gioco si hanno a disposizione 20 minuti. Un altro indicatore mostra il progresso delle sette serrature che i terroristi stanno aprendo. Un'area messaggi, che si attiva dopo che si è sottratta una ricetrasmittente ai nemici, mostra il testo in inglese delle comunicazioni di questi ultimi, che danno informazioni sugli eventi; quando scoprono la presenza di McClane, a volte si rivolgono direttamente a lui.
Sulle pareti dei corridoi si possono trovare pannelli che permettono di visualizzare la mappa del piano  attuale.
Per raggiungere altri piani può anche essere necessario servirsi di condotti di aerazione oppure disattivare sistemi di sicurezza; questi ultimi sono in realtà un sistema di protezione dalla copia, che richiede l'inserimento di codici tratti dal manuale.
Gli eventi sono occasionalmente illustrati da schermate e finestre con immagini statiche, anche basate su scene del film digitalizzate.

## Accoglienza
Die Hard ricevette una maggioranza di recensioni positive in entrambe le versioni.
Quella per Commodore 64 ottenne almeno tre giudizi con voti equivalenti a 70% o poco più, mentre fu eccezionalmente apprezzata dalla rivista Zzap!; con un voto complessivo di 90%, lo riteneva uno dei migliori tie-in dell'epoca, in grado di riprodurre l'atmosfera del film, e lo paragonava all'apprezzato Project Firestart, sebbene meno dettagliato.
La versione MS-DOS fu accolta anche meglio a suo tempo, con molti giudizi intorno all'80%. Ad esempio The Games Machine (86%) trovò l'animazione eccellente e la giocabilità di una profondità sorprendente, nonostante il gioco sia orientato all'azione, mentre come maggiore difetto additava l'eccesso di caricamenti da disco.
Sono meno entusiaste le recensioni retrospettive, che apprezzano più il suo valore storico che la giocabilità pura. Secondo Retro Gamer, rispetto ai suoi tempi resta probabilmente (al 2011) il più ambizioso dei molti videogiochi su Die Hard, con un notevole gouraud shading e un gameplay creativo; il sistema di combattimento è un po' farraginoso, ma il gioco diverte.